# Marie Louise Anna van Pruisen

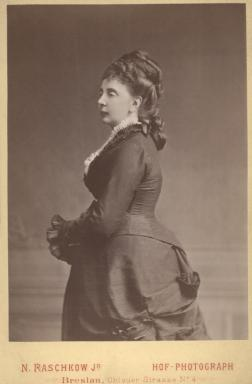
Marie Louise Anna van Pruisen in 1860

Marie Louise Anna van Pruisen (Berlijn, 1 maart 1829 - Frankfurt am Main, 10 mei 1901) was een Pruisische prinses uit het Huis Hohenzollern.
Zij was het tweede kind en de oudste dochter van prins Karel van Pruisen en Marie van Saksen-Weimar-Eisenach. Koning Frederik Willem III van Pruisen was haar grootvader.
Zelf trouwde ze op 27 juni 1854 met landgraaf Alexis van Hessen-Philippsthal-Barchfeld. Het huwelijk bleef kinderloos. In 1861 werd kraft oberbischöflicher Gewalt durch landesherrlichen Ausspruch des Kurfürsten von Hessen een scheiding tussen beide echtelieden uitgesproken.